# Dymaxionbilen

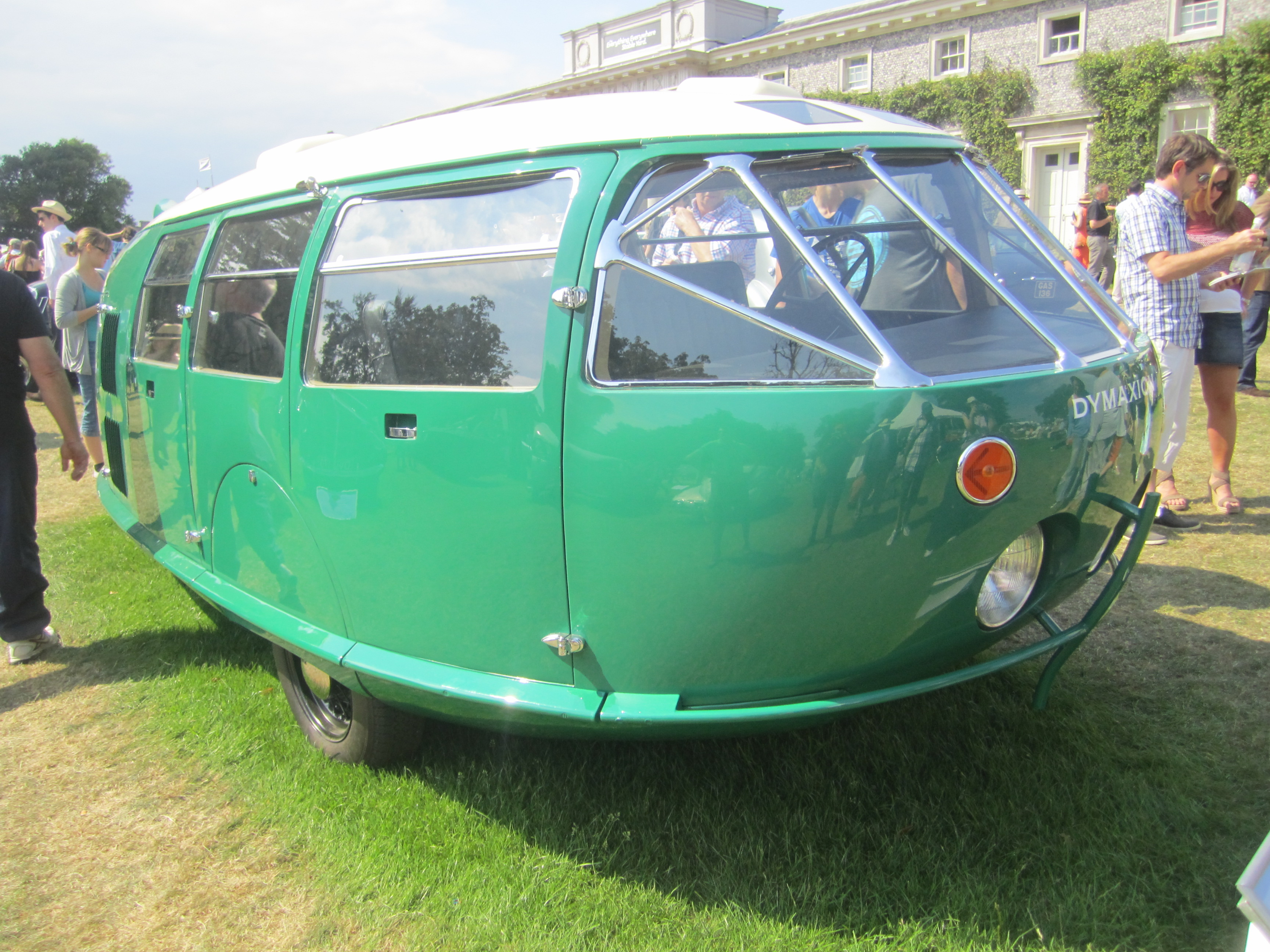
Dymaxionbilen

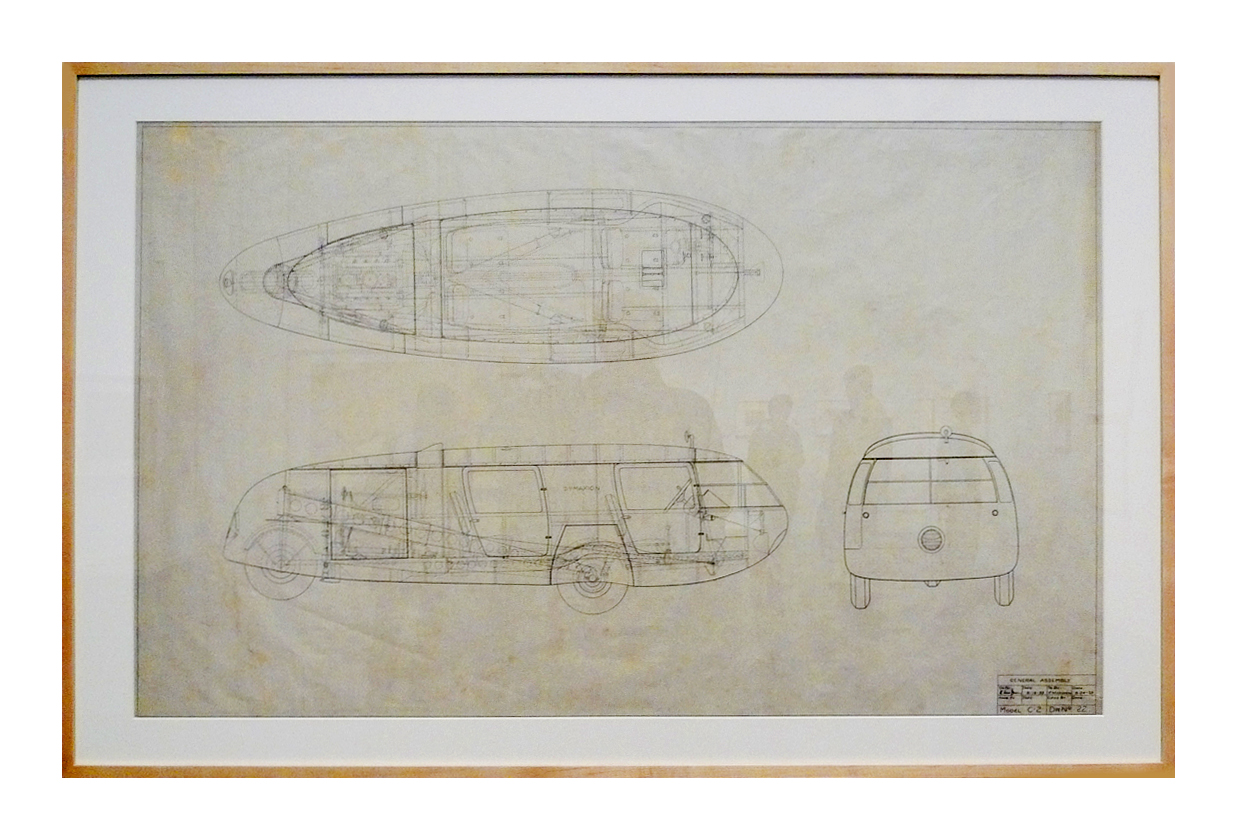
Originalritning

Dymaxionbilen är en konceptbil som byggdes 1933 på initiativ av den amerikanske arkitekten Buckminster Fuller.
Bilen följde samma principer som Fullers övriga Dymaxion-projekt, som bland annat även omfattade Dymaxionhuset. Det innebar en lätt men samtidigt stark konstruktion. Den droppformade aerodynamiska karossen höll nere bränsleförbrukningen. Bilen rymde elva passagerare. Drivlinan hämtades från Ford men vändes ett halvt varv så att drivhjulen hamnade fram och V8-motorn bak. Bilen styrdes med ett ensamt bakhjul vilket gav en ovanligt liten vändradie.
Endast tre prototyper byggdes, varav en finns kvar på museum i USA. Den brittiske arkitekten Norman Foster, som arbetade med Buckminster Fuller i början av sin karriär, har låtit bygga en kopia av Dymaxionbilen.